# Aszendent (Linguistik)
Der Aszendent ist ein Verfahren zur Beschreibung der Richtung einer Analyse von Systemen mit hierarchischer Ordnung wie etwa Sprachsystemen. Das Aszendent-Verfahren geht dabei von unten nach oben vor, von einfachen Strukturen zu komplexen Strukturen und von untergeordneten Klassen zu den übergeordneten Elementklassen.
Das Gegenstück ist der Deszendent.

## Beispiel
- Analyse zunächst von Phonemen, dann die Ebene der Silben und dann die Morpheme.